# فلیکس بورجا
فلیکس بورجا (انگلیسی: Félix Borja؛ زادهٔ ۲ آوریل ۱۹۸۳) یک بازیکن فوتبال اهل اکوادور است.
وی همچنین در تیم ملی فوتبال اکوادور بازی کرده‌است.